# Karabin maszynowy Typ 92
Karabin maszynowy Typ 92 (92-Shiki, jap. 九二式重機関銃, kyūni-shiki jū-kikanjū) – japoński ciężki karabin maszynowy.
W drugiej połowie lat dwudziestych Cesarska Armia Japońska, niezadowolona z parametrów balistycznych naboju 6,5 × 50 mm SR, postanowiła wprowadzić do uzbrojenia nową amunicję karabinową. Opracowując nowy nabój, wzorowano się na brytyjskim naboju .303 (7,7 × 56 mm R), ale zastosowano łuskę z kryzą częściowo wystającą (SR).
Jako pierwszy do zasilania nową amunicją 7,7 × 58 mm SR przystosowano ciężki karabin maszynowy Typ 3. Wyposażono go w nową lufę kalibru 7,7 mm, zakończoną stożkowym tłumikiem płomienia. Przeprojektowano także mechanizmy wewnętrzne przystosowując je do współpracy z nowym nabojem.
Karabin maszynowy Typ 92 był produkowany od 1932 roku. W 1939 przeprojektowano nabój 7,7 mm (zastosowano łuskę bez kryzy) co wiązało się z koniecznością ponownego przekonstruowania mechanizmów karabinu maszynowego. Przy okazji zmieniono także konstrukcję tylca, zastępując chwyt pistoletowy dwoma uchwytami. Zmodernizowaną wersję oznaczono jako Typ 99 (takie samo oznaczenie miał wprowadzony do uzbrojenia w tym samym roku karabin i ręczny karabin maszynowy). Produkcję ciężkiego karabinu maszynowego Typ 99 zakończono w 1941 roku po rozpoczęciu produkcji cekaemu Typ 1.

## Opis techniczny
Ciężki karabin maszynowy Typ 92 był zespołową bronią samoczynną. Zasada działania oparta na odprowadzaniu gazów prochowych przez boczny otwór w lufie. Ryglowanie ryglem wahliwym. Mechanizm spustowy umożliwiał tylko ogień ciągły. Zasilanie taśmowe (taśma sztywna, trzydziestonabojowa). Lufa niewymienna, chłodzona powietrzem, z żebrami przyspieszającymi chłodzenie, zakończona tłumikiem płomienia. Podstawa trójnożna (umożliwiała prowadzenie ognia przeciwlotniczego). Nogi podstawy wyposażone w obejmy (wkładano w nie drążki ułatwiające przenoszenie karabinu).